# Éder Richartz
Éder Richartz (sinh ngày 7 tháng 10 năm 1981) là một cựu cầu thủ bóng đá người Brasil.